# دنس‌لایف
دنس‌لایف (انگلیسی: DanceLife) یک مجموعه تلویزیونی رقص محور واقع‌نما با تهیه‌کنندگی و حضور جنیفر لوپز است. این مجموعه زندگی هفت رقصنده را دنبال می‌کند که سعی می‌کنند به دنیای رقص حرفه ای راه پیدا کنند و تلاش می‌کنند تا در هالیوود موفق شوند. در این نمایش مهمانانی مانند اشلی سیمپسون، نلی فورتادو، مری جی. بلایژ، پوسی‌کت دالز و اشلی رابرتس حضور دارند.